# Tour de Flandes 1962
El Tour de Flandes 1962, la 46ª edición de esta clásica ciclista belga. Se disputó el 1 de abril de 1962.
El ganador fue el belga Rik van Looy, que se impuso en solitario en la llegada a Gentbrugge. Nueve segundos después llegó un grupo de cuatro ciclistas, quedando los belgas Michel van Aerde y Norbert Kerckhove en segunda y tercera posición respectivamente. 

## Clasificación General
| Posición | Ciclista          | Equipo                           | Tiempo     |
| -------- | ----------------- | -------------------------------- | ---------- |
| 1        | Rik van Looy      | Flandria-Faema-Clement           | 6h 39' 56" |
| 2        | Michel van Aerde  | Carpano                          | + 9"       |
| 3        | Norbert Kerckhove | Dr Mann                          | m. t.      |
| 4        | Noël Foré         | Flandria-Faema-Clement           | m. t.      |
| 5        | Tom Simpson       | Gitane-Leroux                    | m. t.      |
| 6        | Jef Planckaert    | Flandria-Faema-Clement           | + 12"      |
| 7        | Willy Vannitsen   | Wiel's-Groene Leeuw              | + 4' 08"   |
| 8        | Michel Stolker    | Saint-Raphaël-Helyett-Hutchinson | m. t.      |
| 9        | Edgard Sorgeloos  | Flandria-Faema-Clement           | m. t.      |
| 10       | Jos Wouters       | Solo-Van Steenbergen             | + 4' 25"   |